# Tysklands ambassade i København
Tysklands ambassade i København (tysk: Deutsche Botschaft Kopenhagen) er Forbundsrepublikken Tysklands diplomatiske mission i Danmark.
Ambassaden har til oppgave at pleje de tysk-danske relationer, varetage Tysklands interesse over for den danske regering og rapportere til forbundsregeringen i Berlin om udviklingen i Danmark. 

## Historie
Både Det nordtyske forbund og Det tyske rige har været diplomatisk repræsenteret i København siden 1865 i form af en gesandt. Efter 2. verdenskrig åbnede Forbundsrepublikken Tyskland 10. januar 1951 et generalkonsulat, som 27. juni 1951 blev omdannert til en ambassade. Frem til 2018 havde ambassaden til huse i Stockholmsgade 57, men idet bygningen var saneringsmoden, valgte ambassaden i 2017 at flytte til lejede lokaler iP Portland Towers i Nordhavn. Det skete året efter.
DDR var fra 1957 repræsenteret med et handelskontor i København og fra 1973 med en ambassade. Den lukkede i 1990 som følge af Tysklands genforening.
Amabssadørboligen er beliggende Vestagervej 9 i Hellerup, ganske tæt på DDR's daværende ambassadørbolig på Svanemøllevej 48.
Udover ambassaden har Tyskland honorære konsuler i Aalborg, Aarhus, Haderslev, Nuuk, Odense, Rønne og Tórshavn. Frem til slutningen af 1990'erne havde landet desuden et generalkonsulant i Aabenraa.